# Transformace (genetika)
Transformace v genetice znamená přijetí cizorodé genetické informace (DNA) určitým organismem, zpravidla bez přímého kontaktu dárce a příjemce. Tím se transformace zásadně liší od transdukce (přenos DNA pomocí virů) a bakteriální konjugace, tedy dalších způsobů horizontálního přenosu genetické informace.
Transformace se přirozeně vyskytuje v přírodě zejména u bakterií, uměle ji vědci napodobují v genetickém inženýrství za cílem manipulace dané buňky.

## Přirozená transformace
Přirozená transformace se vyskytuje u bakterií. Při transformaci se buňka, která DNA přijímá, nazývá recipient, a buňka, která ji poskytla, je donor. Tyto buňky však spolu zpravidla nejsou vůbec v kontaktu. Naopak, recipientní buňka přijímá DNA z volného prostředí, například z mrtvých bakterií. Mechanismus průniku DNA dovnitř spočívá v přichycení na buněčnou stěnu, průnik do cytoplazmy a posléze zpravidla metodou crossing-overu zabudována do vlastní bakteriální dědičné informace. Pro průnik dovnitř musí mít fragmenty DNA jen určitou malou velikost.